# Teufelsmoor

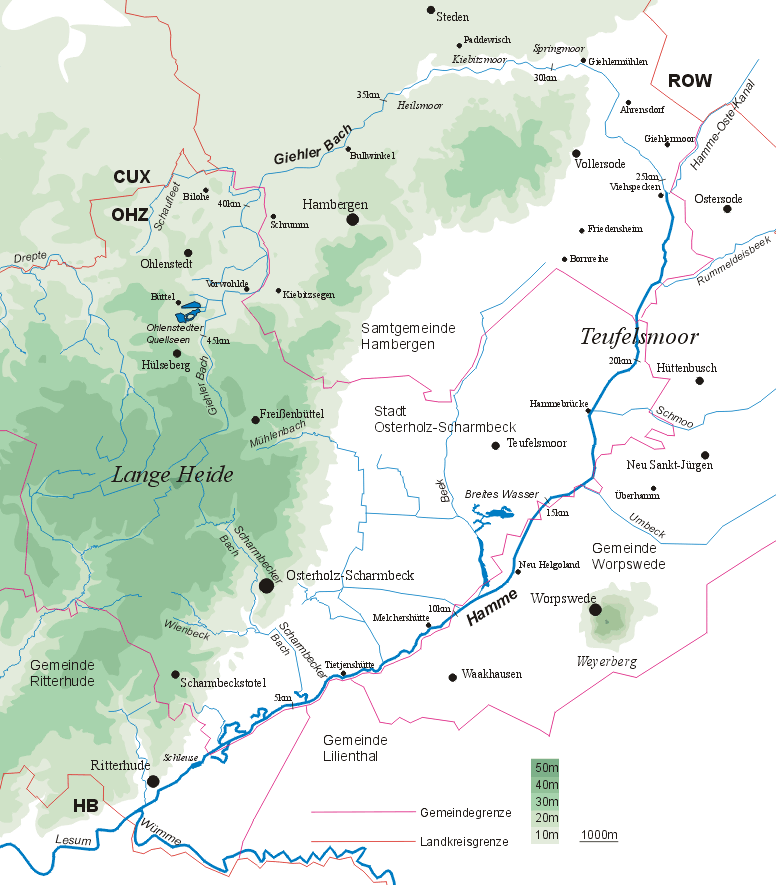
Das Teufelsmoor in Lage zu seiner Hauptentwässerung, der Hamme

Als Teufelsmoor (niederdeutsch Düvelsmoor) bezeichnet man die Niederung nördlich von Bremen bis Bremervörde. Sie macht einen großen Teil des Landkreises Osterholz aus und reicht in angrenzende Teile des Landkreises Rotenburg. Der Name Teufelsmoor leitet sich von doofes Moor (taubes Moor) ab. Naturräumlich entspricht es der Hamme-Oste-Niederung und ist dadurch Teil der Stader Geest.

## Geographie

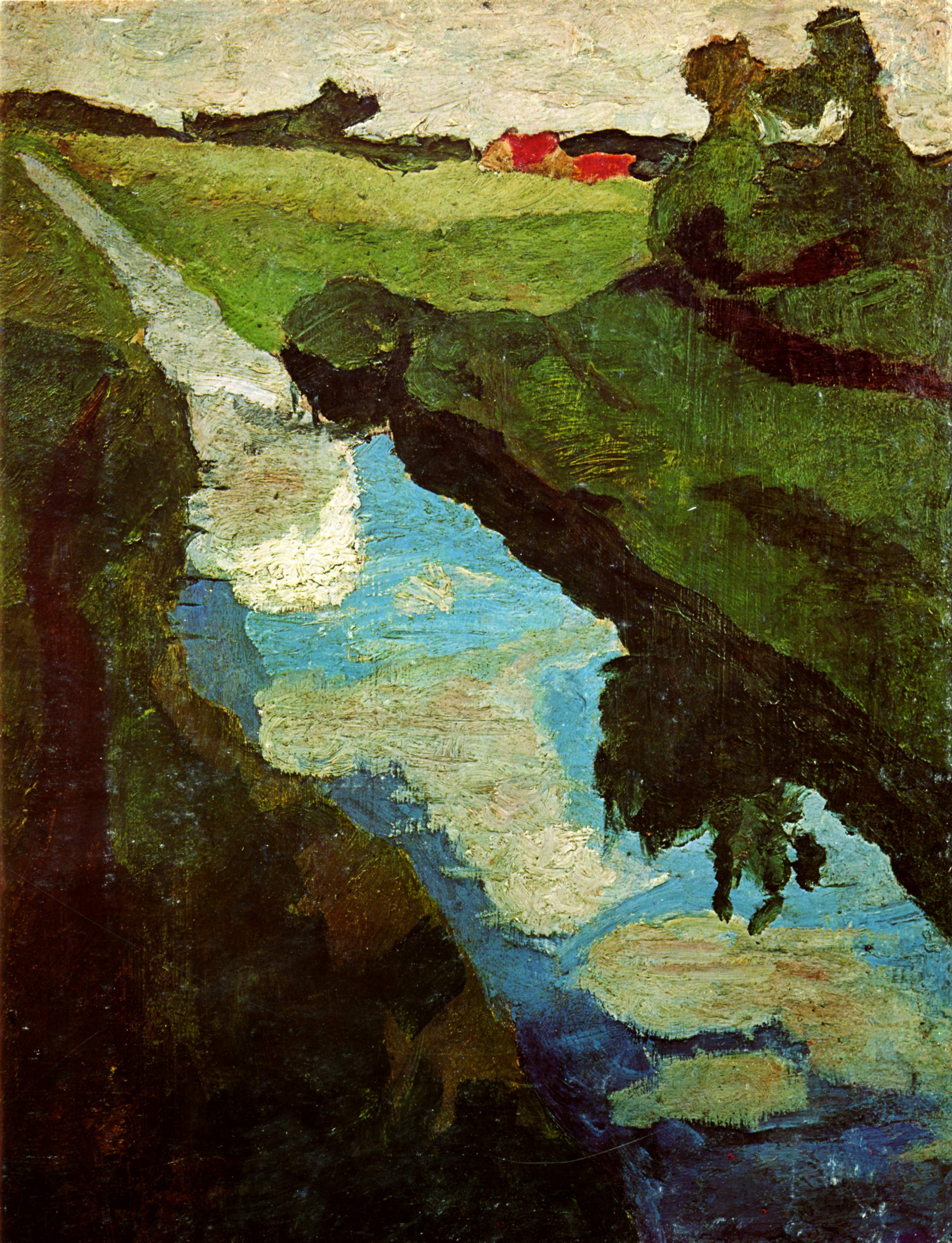
Paula Modersohn-Becker: Moorgraben, 1900 bis 1902

Die Landschaft des Teufelsmoors liegt in einem eiszeitlichen Schmelzwassertal und erstreckt sich über eine Fläche von rund 500 km². Die Niederung wird zentral von der Hamme entwässert, in deren Urstromtal das Gebiet entstanden ist. Die Wümme und ihr Nebenfluss Wörpe entwässern den südlichen Teil der Region. Das Gebiet wird westlich von der Osterholzer Geest (dem südlichen Teil der Wesermünder Geest) und östlich von der Zevener Geest begrenzt. Am Nordende bei Karlshöfen treffen sich die beiden begrenzenden Geestrücken und bilden ein Joch in der Geestlandschaft. An dieser Stelle befand sich ein eiszeitliches Gletschertor, an dem das Urstromtal seinen Ausgang nahm.
Das namensgebende Teufelsmoor ist ein ombrogenes Hochmoor, das in der Nähe der Flussläufe in Niedermoor übergeht. Es gehörte zu den größten zusammenhängenden Mooren Nordwestdeutschlands. Die ältesten Stellen der Gegend in Grasberg weisen Torfkörper von elf Metern Tiefe und mehr auf.
Im Zentrum des Moores liegen die Geestinsel Weyerberg und die durch viele Landschaftsmaler bekannt gewordene Künstlerkolonie Worpswede. Bekannt ist auch die „Moormetropole“ Gnarrenburg am nördlichen Rand des Teufelsmoores.
Am südwestlichen Rand des Teufelsmoors liegt der gleichnamige Ort Teufelsmoor, der ein Ortsteil der Stadt Osterholz-Scharmbeck ist.

## Geschichte
Das Teufelsmoor konnte früher nur an wenigen Stellen gequert werden. Seit langem besteht ein Verbindungsweg zwischen Gnarrenburg und Karlshöfen, wo das Moor eine Breite von nur einem Kilometer hat. Hier querte bereits in der Jungsteinzeit ein vorgeschichtlicher Moorweg die Niederung zwischen den gegenüber liegenden Geestrücken. In späterer Zeit wurde ein Damm aufgeschüttet, auf dem heute die Landesstraße L 122 verläuft. Bei einer Ausgrabung in dem Bereich im Jahr 2018 konnten drei bis vier Wege nachgewiesen werden, deren Alter vorläufig auf etwa 400–600 Jahre geschätzt wurde.

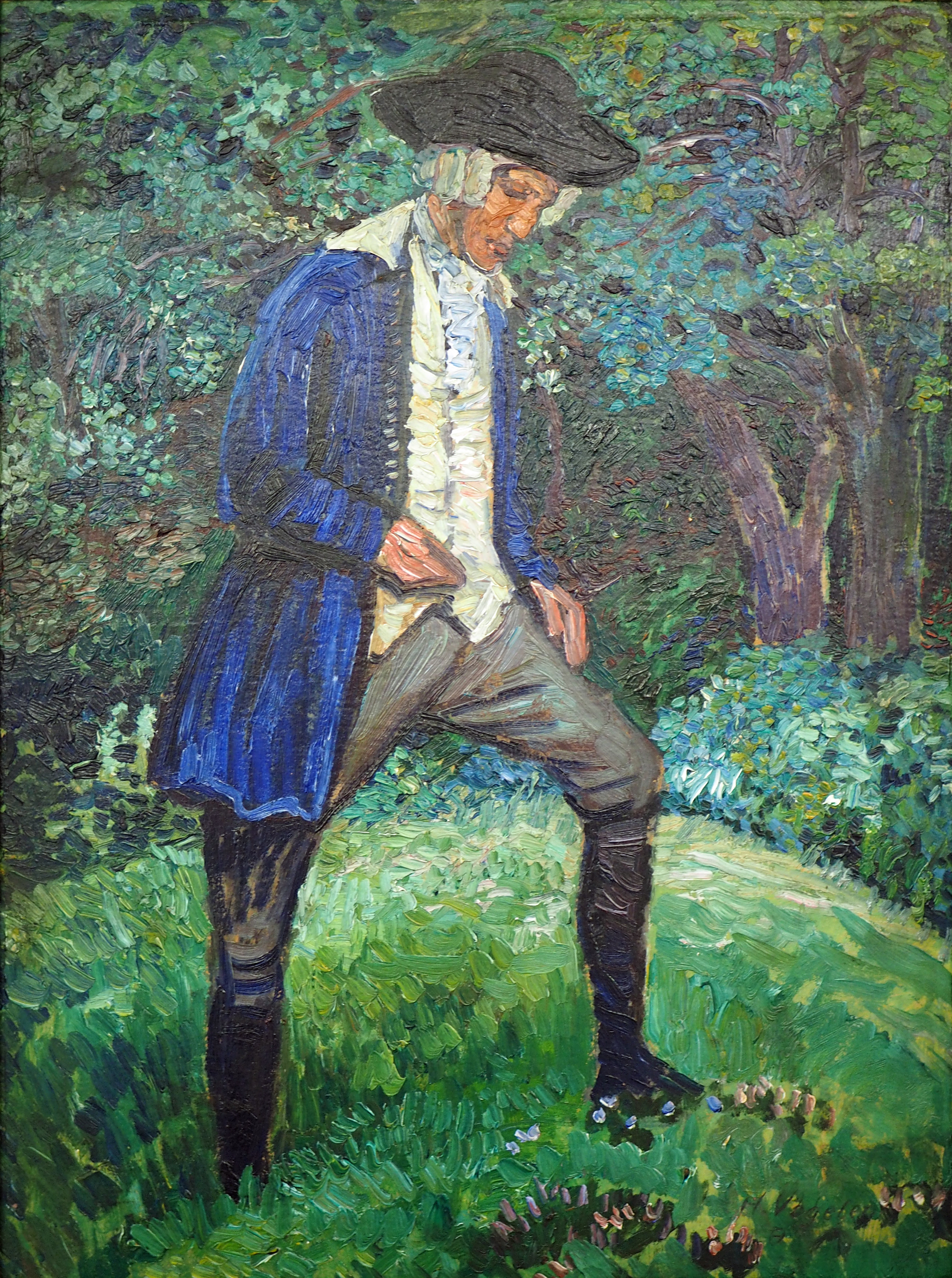
Moorkommissar J.-Chr. Findorff von Heinrich Vogeler

Besiedelt wurde das Teufelsmoor erst im 17. und 18. Jahrhundert. Um 1750 begann unter der Leitung von Moorkommissar Jürgen Christian Findorff die Kolonisation der gesamten Teufelsmoorniederung. Die Siedler waren einfache Knechte und Mägde, die sich mit der Aussicht auf Eigentum und Befreiung von Steuern und Militärdienst aus der Umgebung bewarben. Die Lebensbedingungen in den Moorkolonien waren noch weit bis in das 20. Jahrhundert sehr ärmlich, was sich im plattdeutschen Spruch äußerte: „Den Eersten sien Dood, den Tweeten sien Noot, den Drüdden sien Broot“. Die Lebenserwartung in den dunklen, feuchten und niedrigen Moorkaten war nicht hoch und der Moorboden eignete sich nicht für die Landwirtschaft. 
Ein umfangreiches Entwässerungsnetz wurde angelegt, wobei die Hauptentwässerungsgräben gleichzeitig als Schifffahrtskanäle ausgebaut wurden. Zu dieser Zeit wurde massiv in die Natur eingegriffen und Millionen von Kubikmetern Torf wurden gestochen. Der Torf wurde zum Verkauf als Heizmaterial mit Torfkähnen nach Bremen verschifft. Die neben den Kanälen aufgetragenen Dämme dienten dem Treideln und der Erschließung der einreihig angelegten Straßendörfer nach dem Vorbild der Fehngebiete. Vom Damm aus wurden die schmalen und sehr langen Landstücke (Hufen) ins Moor hinein bearbeitet. Noch heute sind diese Siedlungsstrukturen (Reihendörfer) in weiten Teilen der Gemeinden Grasberg und Worpswede gut zu erkennen.
Durch den Abbau des Torfkörpers und die Entwässerung haben sich auch die klimatischen Bedingungen des gesamten Landstriches (Mesoklima) wesentlich verändert. Die Glasindustrie setzte ein, etwa in der Fahrenhütte. Erst Ende des 19. Jahrhunderts wurde die Milchviehhaltung ausgeweitet. In Bremen wurde das Heizen mit Torf verboten, weil an manchen Wintertagen die Luftbelastung (Smog) unerträglich wurde. Kohle mit ihrer höheren Energiedichte verdrängte den Torf. Bis heute wird aber eine unwiederbringliche Zerstörung des Moores (Torfabbau) betrieben. Maßgeblich Meliorationen wie Drainierungen, Tiefumbruch und Flussregulierungen sollten den Ertrag der Landwirtschaft steigern und ermöglichten sogar Ackerbau, der von der intensiven Landwirtschaft meist zum Anbau von Silomais als Futter genutzt wird.
Diese Maßnahmen wurden seit Mitte des 20. Jahrhunderts durch verschiedene nationale und europäische Subventionsprogramme unterstützt. Das ging so weit, dass die Gräben im Sommer trockenfallen, Moorbrände entstehen und bei anhaltender Trockenheit zum Teil künstliche Bewässerungen eingesetzt werden.
Während der Zeit des Nationalsozialismus (1933–1945) gab es im Teufelsmoor kasernierte Einheiten des Reichsarbeitsdienstes (siehe auch: Geschichte von Osterholz-Scharmbeck). Von 1934 bis Ende 1941 befand sich im Teufelsmoor ein auch von anderen Städten belegtes Zwangslager der Bremer Fürsorgeverwaltung.
In den 1990er Jahren (die EG kämpfte schon seit Mitte der 1970er Jahre mit der Überproduktion landwirtschaftlicher Güter, siehe: Gemeinsame Agrarpolitik) begann ein Umdenken zur Landnutzung. Mit Flächenstilllegungen und Wiedervernässungen wird versucht, die Landschaft zu erhalten. Das Moor in seiner ursprünglichen Form ist heute nicht mehr vorhanden. Selbst noch intakte Moore – wie das Günnemoor – werden durch den industriellen Torfabbau weiter beeinträchtigt. Es sind aber noch Reste (Torfrücken nicht abgetorfter Flächen) in der Landschaft sichtbar, deren Renaturierung wegen der Höhenlage aber schwierig ist. Die Trockenheit fördert die Mineralisation des Torfkörpers und ermöglicht das Aufkommen von Gehölzen (zum Beispiel ist die Moorbirke eine Pionierpflanze).
Inzwischen sind auf diesen Flächen viele kleinere Ersatzstrukturen entstanden.

## Zeitgenössische Entwicklung

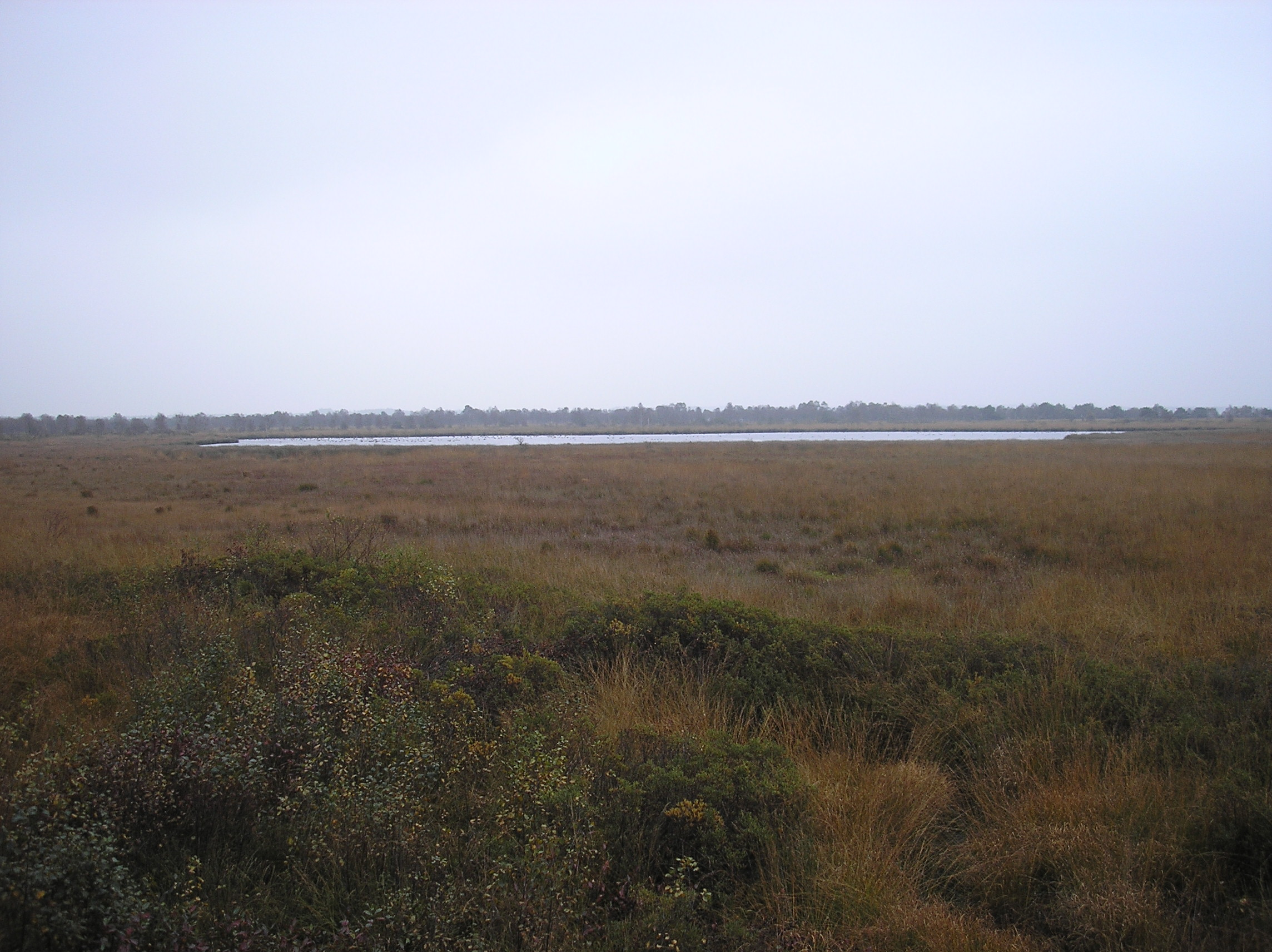
Ursprüngliches Moor bei Gnarrenburg (Huvenhoopsmoor)

Inzwischen liegt das Teufelsmoor im Speckgürtel Bremens, und seine Siedlungen wachsen durch die Ausweisungen von Bauland und den Zuzug vieler Neubürger. Die Geschichte der Landschaft und seiner Bewohner wurde in der 1982 von Radio Bremen produzierten Fernsehserie Teufelsmoor verfilmt. Darin wird das Leben von mehreren Generationen der fiktiven Bauernfamilie Kehding von den Anfängen der Landgewinnung bis zum Ende des 20. Jahrhunderts geschildert. Auch der Tatort-Krimi Hexentanz spielt teilweise im Teufelsmoor.
Die von den Worpsweder Künstlern gemalte weiträumige Charakterlandschaft ist nach industriellem Torfabbau und Grünlandumbrüchen heute nur noch auf kleinen, unter Schutz gestellten Flächen zu sehen. In der Aktualisierung des niedersächsischen Landes-Raumordnungsprogramms war vom Niedersächsischen Landwirtschaftsministerium 2010 vorgesehen, im Günnemoor – so wie auf anderen Hochmoorflächen im Elbe-Weser-Raum und rund um Bremen – weitere Flächen zum Torfabbau zu genehmigen. Dies wurde vom CDU-Landtagsabgeordneten Axel Miesner kritisiert, da ein neuerlicher industrieller Abbau der Vision Teufelsmoor des Landkreises Osterholz widerspricht, nach der eine nachhaltige Entwicklung des Gebietes beabsichtigt ist. Ende 2012 liefen die Abbaugenehmigungen aus. Daher beantragte der Unternehmer neue Genehmigungen. Der Landkreis hatte wiederholt seine strikt ablehnende Haltung dargestellt. Im Sommer 2012 sprach sich auch die Landesregierung gegen einen weiteren Torfabbau im Teufelsmoor aus. Daraufhin wurden die Genehmigungsanträge zurückgezogen. Die Abbaufläche wurde wiedervernässt im April 2017 als Teil des Naturschutzgebiets Teufelsmoor unter Schutz gestellt.

## Kulturlandschaftsraum
Der Kulturlandschaftsraum Hamme-Wümme-Niederung mit Teufelsmoor umfasst ein 790 km² großes Gebiet. Diese Zuordnung zu den Kulturlandschaften in Niedersachsen hat der Niedersächsische Landesbetrieb für Wasserwirtschaft, Küsten- und Naturschutz (NLWKN) 2018 getroffen. Ein besonderer, rechtlich verbindlicher Schutzstatus ist mit der Klassifizierung nicht verbunden.